# Pływanie synchroniczne na Mistrzostwach Świata w Pływaniu 2015
Zawody w pływaniu synchronicznym na 16. Mistrzostwach Świata w Pływaniu rozegrano w dniach 25 lipca - 1 sierpnia 2015 r. na stadionie Kazań Ariena. Rozegrano 9 konkurencji. Największą ilość medali i pierwsze miejsce w klasyfikacji medalowej zdobyli reprezentanci Rosji.

## Program
Źródło:
| Data       | Godzina | Konkurencja                            |
| ---------- | ------- | -------------------------------------- |
| 25 lipca   | 9:00    | Solo technicznie - eliminacje          |
| 25 lipca   | 11:45   | Duet mieszany technicznie - eliminacje |
| 25 lipca   | 14:00   | Zespół technicznie - eliminacje        |
| 25 lipca   | 17:30   | Solo technicznie - finał               |
| 26 lipca   | 9:00    | Duet technicznie - eliminacje          |
| 26 lipca   | 14:00   | Kombinacja dowolnie - eliminacje       |
| 26 lipca   | 17:30   | Duet technicznie - finał               |
| 26 lipca   | 19:15   | Duet mieszany technicznie - finał      |
| 27 lipca   | 9:00    | Solo dowolnie - eliminacje             |
| 27 lipca   | 17:30   | Zespół technicznie - finał             |
| 28 lipca   | 9:00    | Duet dowolnie - eliminacje             |
| 28 lipca   | 11:45   | Duet mieszany dowolnie - eliminacje    |
| 28 lipca   | 17:30   | Zespół dowolnie - eliminacje           |
| 29 lipca   | 17:30   | Solo dowolnie - finał                  |
| 30 lipca   | 17:30   | Duet dowolnie - finał                  |
| 30 lipca   | 19:15   | Duet mieszany dowolnie - finał         |
| 31 lipca   | 17:30   | Zespół dowolnie - finał                |
| 1 sierpnia | 17:30   | Kombinacja dowolnie - finał            |

## Medaliści
Źródło:
| Konkurencja                            | 1. miejsce | 1. miejsce | 2. miejsce | 2. miejsce | 3. miejsce | 3. miejsce |
| Konkurencja                            | Zawodnik | Wynik      | Zawodnik | Wynik      | Zawodnik | Wynik      |
| Solo technicznie (szczegóły)           | Swietłana Romaszyna | 95,2680    | Ona Carbonell | 93,1284    | Sun Wenyan | 91,5479    |
| Solo dowolnie (szczegóły)              | Natalja Iszczenko | 97,2333    | Huang Xuechen | 95,7000    | Ona Carbonell | 94,9000    |
| Duety technicznie (szczegóły)          | Rosja · Natalja Iszczenko · Swietłana Romaszyna | 95,4672    | Chiny · Huang Xuechen · Sun Wenyan | 93,3279    | Japonia · Yukiko Inui · Risako Mitsui | 92,0079    |
| Duety dowolnie (szczegóły)             | Rosja · Natalja Iszczenko · Swietłana Romaszyna | 98,2000    | Chiny · Huang Xuechen · Sun Wenyan | 95,9000    | Ukraina · Lolita Ananasowa · Anna Wołoszyna | 93,6000    |
| Zespół technicznie (szczegóły)         | Rosja · Włada Czigiriowa · Michajeła Kałancza · Swietłana Kolesniczenko · Liliia Nizamowa · Aleksandra Packiewicz · Jelena Prokofjewa · Ałła Szyszkina · Marija Szuroczkina · Anżelika Timanina · Gelena Topilina                                         | 95,7457    | Chiny · Gu Xiao · Guo Li · Huang Xuechen · Li Xiaolu · Liang Xinping · Sun Wenyan · Tang Mengni · Xiao Yanning · Yin Chengxin · Zeng Zhen                      | 94,4605    | Japonia · Aika Hakoyama · Aiko Hayashi · Yukiko Inui · Kei Marumo · Risako Mitsui · Kanami Nakamaki · Mai Nakamura · Kano Omata · Asuka Tasaki · Kurumi Yoshida | 92,4133    |
| Zespół dowolnie (szczegóły)            | Rosja · Włada Czigiriowa · Swietłana Kolesniczenko · Liliia Nizamowa · Aleksandra Packiewicz · Jelena Prokofjewa · Ałła Szyszkina · Marija Szuroczkina · Anżelika Timanina · Gelena Topilina · Darina Walitowa                                            | 98,4667    | Chiny · Gu Xiao · Guo Li · Huang Xuechen · Li Xiaolu · Liang Xinping · Sun Wenyan · Tang Mengni · Xiao Yanning · Yin Chengxin · Zeng Zhen                      | 96,1333    | Japonia · Aika Hakoyama · Aiko Hayashi · Yukiko Inui · Kei Marumo · Risako Mitsui · Kanami Nakamaki · Mai Nakamura · Kano Omata · Asuka Tasaki · Kurumi Yoshida | 93,9000    |
| Kombinacja dowolnie (szczegóły)        | Rosja · Włada Czigiriowa · Michajeła Kałancza · Swietłana Kolesniczenko · Liliia Nizamowa · Aleksandra Packiewicz · Jelena Prokofjewa · Swietłana Romaszyna · Ałła Szyszkina · Marija Szuroczkina · Anżelika Timanina · Gelena Topilina · Darina Walitowa | 98,3000    | Chiny · Gu Xiao · Guo Li · Huang Xuechen · Li Mo · Li Xiaolu · Liang Xinping · Sun Wenyan · Sun Yijing · Tang Mengni · Xiao Yanning · Yin Chengxin · Zeng Zhen | 96,2000    | Japonia · Aika Hakoyama · Aiko Hayashi · Yukiko Inui · Kei Marumo · Risako Mitsui · Kanami Nakamaki · Mai Nakamura · Kano Omata · Asuka Tasaki · Kurumi Yoshida | 93,8000    |
| Duety mieszane dowolnie (szczegóły)    | Rosja · Aleksandr Małcew · Darina Walitowa | 91,7333    | Stany Zjednoczone · Kristina Lum · Bill May | 91,4667    | Włochy · Giorgio Minisini · Mariangela Perrupato | 89,3333    |
| Duety mieszane technicznie (szczegóły) | Stany Zjednoczone · Christina Jones · Bill May | 88,5108    | Rosja · Aleksandr Małcew · Darina Walitowa | 88,2986    | Włochy · Manila Flamini · Giorgio Minisini | 86,3640    |

## Klasyfikacja medalowa
Źródło:
| Miejsce | Państwo           | Złoto | Srebro | Brąz | Razem |
| ------- | ----------------- | ----- | ------ | ---- | ----- |
| 1.      | Rosja             | 8     | 1      | 0    | 9     |
| 2.      | Stany Zjednoczone | 1     | 1      | 0    | 2     |
| 3.      | Chiny             | 0     | 6      | 1    | 7     |
| 4.      | Hiszpania         | 0     | 1      | 1    | 2     |
| 5.      | Japonia           | 0     | 0      | 4    | 4     |
| 6.      | Włochy            | 0     | 0      | 2    | 2     |
| 7.      | Ukraina           | 0     | 0      | 1    | 1     |